# Arçay (Vienne)
Pour les articles homonymes, voir Arçay.
Arçay est une commune du Centre-Ouest de la France, située dans le département de la Vienne  en région Nouvelle-Aquitaine.

## Géographie
Les citoyens d'Arçay sont nommés les Arçois et les Arçoises.

### Localisation
La commune est proche du parc naturel régional Loire-Anjou-Touraine.

### Communes limitrophes
Arçay est situé à 33 km au sud-est de Saumur qui est la plus grande ville aux alentours.
|                                 |            |                |
| Saint-Laon                      | Arçay      | Mouterre-Silly |
| Plaine-et-Vallées (Deux-Sèvres) | Moncontour |                |

### Géologie et relief
La région d'Arçay présente un paysage de plaines vallonnées plus ou moins boisées et de plaines de champs ouverts. Le terroir se compose de:
- dans les vallées et les terrasses alluviales, de calcaires (16 %) et de tourbe (9 %) ;
- sur les collines et les dépressions sableuses des bordures du Bassin parisien, d'argilo (22 %) ;
- sur les autres collines, de champagnes ou aubues (ce sont des sols gris clair, argilo-limoneux, sur craie et donc calcaires) pour moins de 1 % ;
- sur les plaines, de groies moyennement profondes (52 %). Les groies sont des terres du Sud-Ouest de la France, argilo-calcaires, peu profondes  - en général de moins de 50 cm d’épaisseur – et  plus ou moins riches en cailloux. Elles sont fertiles et saines et donc, propices à la polyculture céréalière mais elles s’assèchent vite

En 2006, 94 % de la superficie de la commune était occupée par l'agriculture, 3 % par des forêts et des milieux semi-naturels et 3 % par des zones construites et aménagées par l'homme (voirie).
La forêt privée représente, en 2007, 100 hectares soit 7 % du territoire communal. Les espaces boisés sur le territoire communal contribuent à assurer des fonctions de production (bois d’œuvre mais aussi bois énergie), de protection (espèces, qualité des eaux) et sociales (accueil du public). Les forêts les plus anciennes ou implantées dans des conditions écologiques particulières (pentes, bords de cours d'eau...) abritent en général la biodiversité la plus forte. Mais, au cours de l’histoire, pour répondre aux besoins d'une population rurale importante, la forêt poitevine a été intensément défrichée et surexploitée jusqu’à la révolution industrielle. Environ la moitié des forêts actuelles du Poitou n'existait pas il y a 200 ans.

### Hydrographie
La commune est parcourue par 8 km de cours d'eau. La rivière la Dive en est le principal cours d'eau qui traverse le territoire de la commune sur 3 km.

### Climat
Pour des articles plus généraux, voir Climat de la Nouvelle-Aquitaine et Climat de la Vienne.
Historiquement, la commune est exposée à un climat océanique du nord-ouest.  
En 2020, Météo-France publie une typologie des climats de la France métropolitaine dans laquelle la commune est exposée à un climat océanique altéré et est dans la région climatique Moyenne vallée de la Loire, caractérisée par une bonne insolation (1 850 h/an) et un été peu pluvieux.
Pour la période 1971-2000, la température annuelle moyenne est de 12,2 °C, avec une amplitude thermique annuelle de 15 °C. Le cumul annuel moyen de précipitations est de 614 mm, avec 10,6 jours de précipitations en janvier et 6,4 jours en juillet. Pour la période 1991-2020, la température moyenne annuelle observée sur la station météorologique la plus proche, située sur la commune de Loudun à 7 km à vol d'oiseau, est de 12,4 °C et le cumul annuel moyen de précipitations est de 631,5 mm,. Pour l'avenir, les paramètres climatiques de la commune estimés pour 2050 selon différents scénarios d’émission de gaz à effet de serre sont consultables sur un site dédié publié par Météo-France en novembre 2022.

### Voies de communication et transports
Les gares les plus proches se trouvent à Thouars à 17,08 km et à Montreuil-Bellay à 21,25 km.

## Urbanisme

### Typologie
Au 1er janvier 2024, Arçay est catégorisée commune rurale à habitat dispersé, selon la nouvelle grille communale de densité à sept niveaux définie par l'Insee en 2022.
Elle est située hors unité urbaine. Par ailleurs la commune fait partie de l'aire d'attraction de Loudun, dont elle est une commune de la couronne,. Cette aire, qui regroupe 25 communes, est catégorisée dans les aires de moins de 50 000 habitants,.

### Occupation des sols
L'occupation des sols de la commune, telle qu'elle ressort de la base de données européenne d’occupation biophysique des sols Corine Land Cover (CLC), est marquée par l'importance des territoires agricoles (95,5 % en 2018), en augmentation par rapport à 1990 (94,1 %). La répartition détaillée en 2018 est la suivante : 
terres arables (72,6 %), zones agricoles hétérogènes (17,1 %), prairies (5,8 %), zones urbanisées (2,8 %), forêts (1,3 %), milieux à végétation arbustive et/ou herbacée (0,3 %). L'évolution de l’occupation des sols de la commune et de ses infrastructures peut être observée sur les différentes représentations cartographiques du territoire : la carte de Cassini (XVIIIe siècle), la carte d'état-major (1820-1866) et les cartes ou photos aériennes de l'IGN pour la période actuelle (1950 à aujourd'hui).

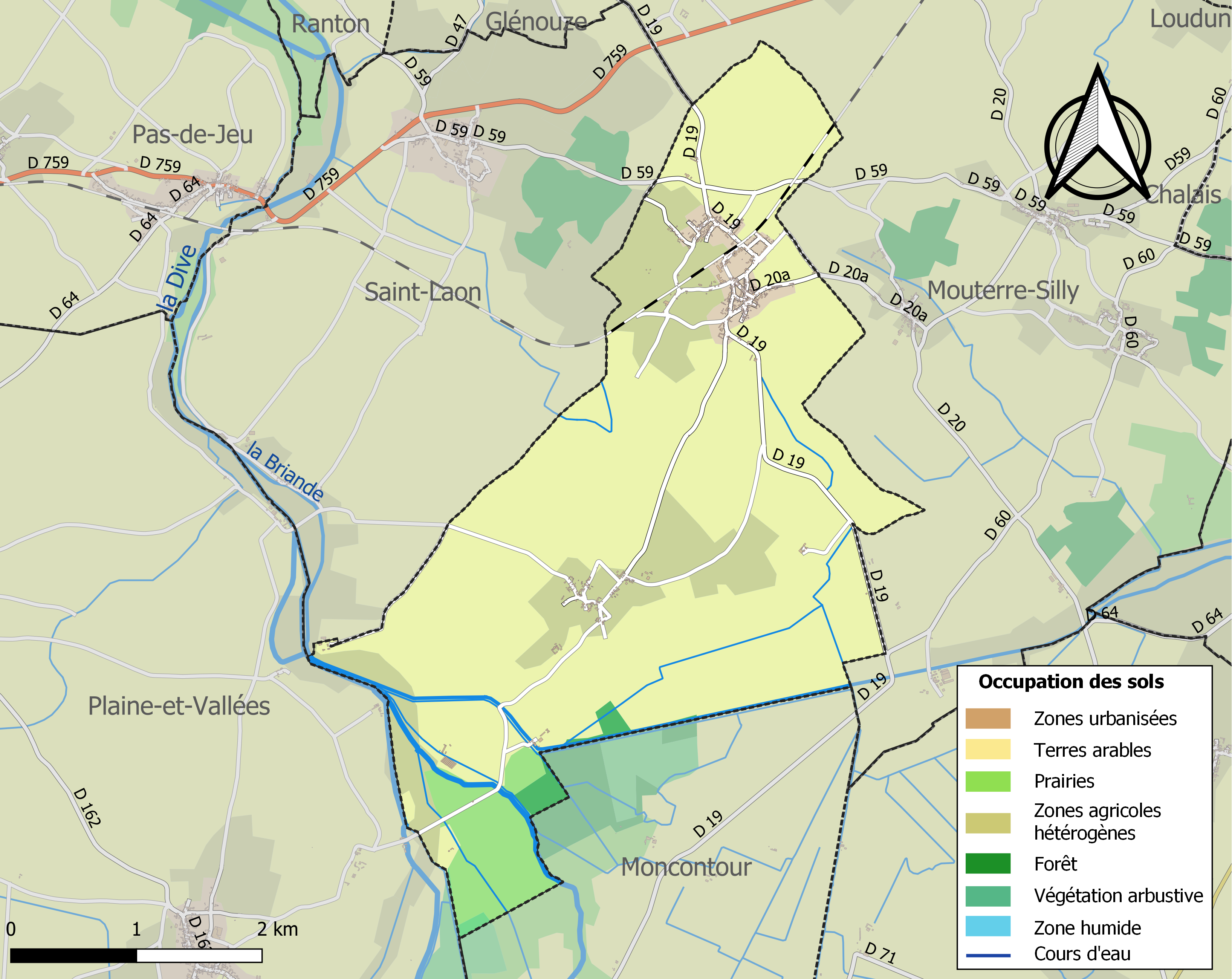
Carte des infrastructures et de l'occupation des sols de la commune en 2018 (CLC).

### Risques majeurs
Le territoire de la commune d'Arçay est vulnérable à différents aléas naturels : météorologiques (tempête, orage, neige, grand froid, canicule ou sécheresse), inondations, mouvements de terrains et séisme (sismicité modérée). Il est également exposé à un risque technologique,  le transport de matières dangereuses. Un site publié par le BRGM permet d'évaluer simplement et rapidement les risques d'un bien localisé soit par son adresse soit par le numéro de sa parcelle.

#### Risques naturels
Certaines parties du territoire communal sont susceptibles d’être affectées par le risque d’inondation par débordement de cours d'eau, notamment la Dive et la Briande. La commune a été reconnue en état de catastrophe naturelle au titre des dommages causés par les inondations et coulées de boue survenues en 1982, 1999 et 2010,.

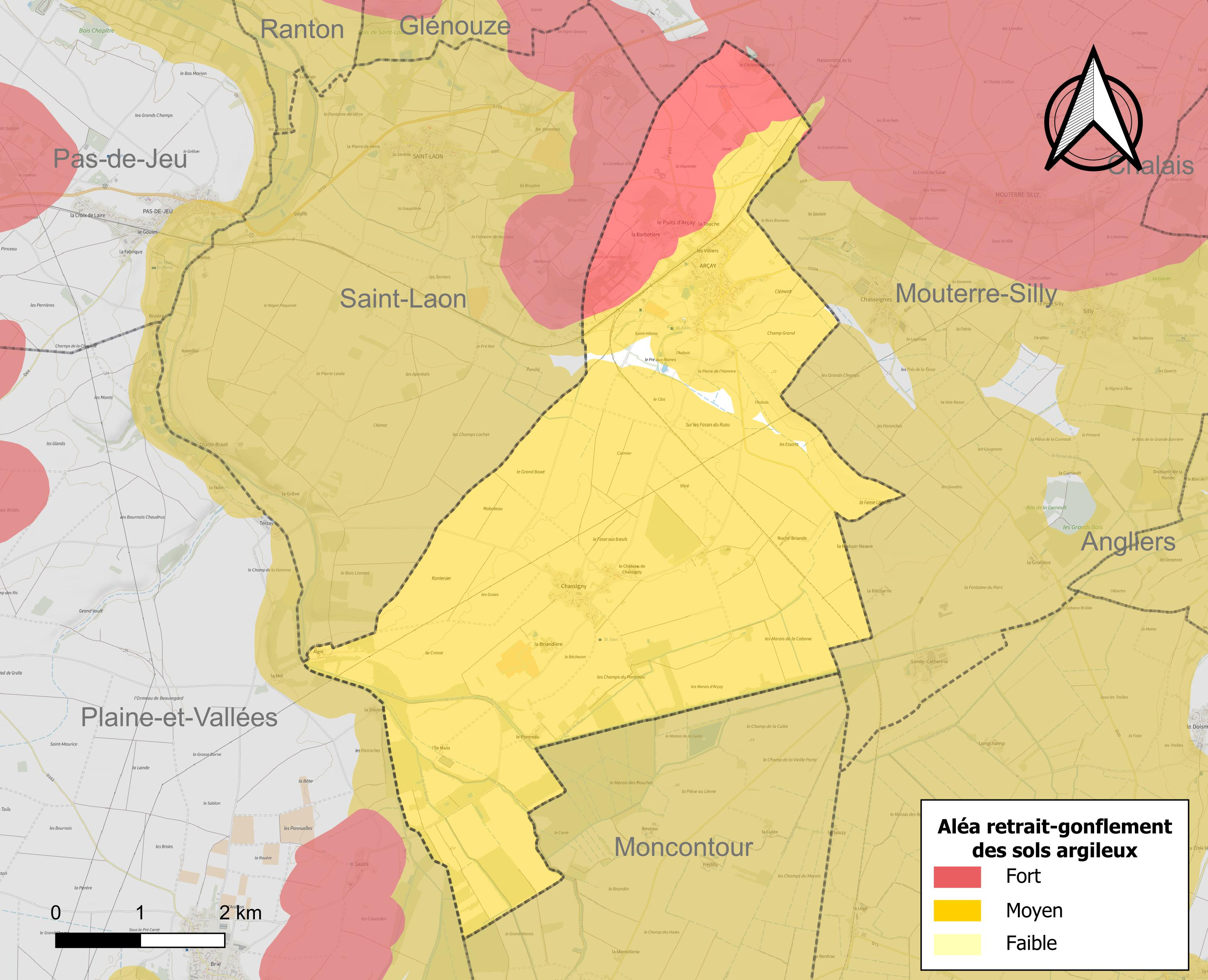
Carte des zones d'aléa retrait-gonflement des sols argileux d'Arçay.

Les mouvements de terrains susceptibles de se produire sur la commune sont des tassements différentiels. Le retrait-gonflement des sols argileux est susceptible d'engendrer des dommages importants aux bâtiments en cas d’alternance de périodes de sécheresse et de pluie. 99 % de la superficie communale est en aléa moyen ou fort (79,5 % au niveau départemental et 48,5 % au niveau national). Depuis le 1er octobre 2020, en application de la loi ÉLAN, différentes contraintes s'imposent aux vendeurs, maîtres d'ouvrages ou constructeurs de biens situés dans une zone classée en aléa moyen ou fort,.
La commune a été reconnue en état de catastrophe naturelle au titre des dommages causés par la sécheresse en 2017 et par des mouvements de terrain en 1999 et 2010.

## Toponymie
Le nom de la localité est attesté sous la forme Arciacus en 791,, dans la phrase Artiacus villa in vicaria castri landunensis en 950.

## Histoire
Arçay a eu une activité importante au temps des chemins de fer, notamment pour le trafic de marchandises. C'était l'embranchement des lignes Tours - Loudun - Thouars - Bressuire - Les Sables-d'Olonne et Loudun - Poitiers.
Entre 1930 et 1940 (notamment, cf note 3), une bonne partie des foyers d'Arçay vivait du salaire versé par les "Chemins de Fer".
Aujourd'hui, gare et rails sont désaffectés.

## Politique et administration
Arçay dépend de l'arrondissement de Châtellerault.

### Intercommunalité
La commune appartient à la communauté de communes du Pays Loudunais.

### liste des maires
| Période   | Période   | Identité          | Étiquette | Qualité |
| --------- | --------- | ----------------- | --------- | ------- |
|           |           | Pierre Pippelier  |           |         |
| mars 2001 | mars 2008 | Marcel Billaud    |           |         |
| mars 2008 |           | Marceline Alezier |           |         |

### Instances judiciaires et administratives
La commune relève du tribunal d'instance de Poitiers, du tribunal de grande instance de Poitiers, de la cour d'appel  Poitiers, du tribunal pour enfants de Poitiers, du conseil de prud'hommes de Poitiers, du tribunal de commerce de Poitiers, du tribunal administratif de Poitiers et de la cour administrative d'appel  de  Bordeaux, du tribunal des pensions de Poitiers, du tribunal des affaires de la Sécurité sociale de la Vienne, de la cour d’assises de la Vienne.

### Services publics
Les réformes successives de la Poste ont conduit à la fermeture de nombreux bureaux de poste ou à leur transformation en simple relais. Toutefois, la commune a pu maintenir le sien.
La gare est désaffectée.

## Population et société

### Démographie
Les habitants sont nommés les Arçois
L'évolution du nombre d'habitants est connue à travers les recensements de la population effectués dans la commune depuis 1793. Pour les communes de moins de 10 000 habitants, une enquête de recensement portant sur toute la population est réalisée tous les cinq ans, les populations de référence des années intermédiaires étant quant à elles estimées par interpolation ou extrapolation. Pour la commune, le premier recensement exhaustif entrant dans le cadre du nouveau dispositif a été réalisé en 2005.

En 2022, la commune comptait 342 habitants, en évolution de −5,79 % par rapport à 2016 (Vienne : +0,6 %, France hors Mayotte : +2,11 %).
| 1793 | 1800 | 1806 | 1821 | 1831 | 1836 | 1841 | 1846 | 1851 |
| ---- | ---- | ---- | ---- | ---- | ---- | ---- | ---- | ---- |
| 336  | 314  | 336  | 327  | 477  | 456  | 448  | 457  | 466  |

| 1856 | 1861 | 1866 | 1872 | 1876 | 1881 | 1886 | 1891 | 1896 |
| ---- | ---- | ---- | ---- | ---- | ---- | ---- | ---- | ---- |
| 471  | 492  | 477  | 419  | 463  | 548  | 548  | 618  | 644  |

| 1901 | 1906 | 1911 | 1921 | 1926 | 1931 | 1936 | 1946 | 1954 |
| ---- | ---- | ---- | ---- | ---- | ---- | ---- | ---- | ---- |
| 644  | 678  | 642  | 619  | 631  | 613  | 622  | 596  | 602  |

| 1962 | 1968 | 1975 | 1982 | 1990 | 1999 | 2005 | 2006 | 2010 |
| ---- | ---- | ---- | ---- | ---- | ---- | ---- | ---- | ---- |
| 579  | 503  | 423  | 446  | 419  | 406  | 414  | 409  | 401  |

| 2015 | 2020 | 2022 | - | - | - | - | - | - |
| ---- | ---- | ---- | - | - | - | - | - | - |
| 371  | 337  | 342  | - | - | - | - | - | - |

En 2008, la densité de population de la commune était de 29 hab./km2, 61 hab./km2 pour le département, 68 hab./km2 pour la région Poitou-Charentes et 115 hab./km2 pour la France.

### Enseignement
La commune d'Arçay dépend de l'académie de Poitiers et les écoles primaires de la commune dépendent de l'inspection académique de la Vienne. La commune possède encore une école primaire publique.

### Sport
Club de foot : ES Arçay

## Économie
Selon la direction régionale de l'Alimentation, de l'Agriculture et de la Forêt de Poitou-Charentes, il n'y a plus que 12 exploitations agricoles en 2010 contre 14 en 2000.
Les surfaces agricoles utilisées ont augmenté et sont passées de 792 hectares à 940 hectares entre 2000 et 2010. Ces chiffres indiquent une concentration des terres sur un nombre plus faible d’exploitations. Cette tendance est conforme à l’évolution  constatée sur tout le département de la Vienne puisque de 2000 à 2007, chaque exploitation a gagné en moyenne 20 hectares.
70 % sont destinées à la culture des céréales (blé tendre pour la moitié de la superficie, de l'orge et du maïs) et 20 % pour les oléagineux (tournesol).
Entre 2000 et 2010, l'élevage a disparu. En 2000, on comptait trois exploitations d'élevage de chèvres (337 têtes). Il n'y en a plus en 2010. Cette disparition est révélatrice de l’évolution qu’a connu, en région Poitou-Charentes, cet élevage au cours des deux  dernières décennies: division par trois du nombre d’exploitations, augmentation des effectifs moyens par élevage (38 chèvres en 1988, 115 en 2000), division par 10 des chèvreries de  10 à 50 chèvres qui représentaient 50 % des troupeaux en 1988, et multiplication par 6 des élevages de plus de 200 chèvres qui regroupent, en 2000, 45 % du cheptel. Cette évolution a principalement pour origine la crise de surproduction laitière de 1990-1991 qui, en parallèle des mesures incitatives, a favorisé des départs d’éleveurs en préretraite
L’Escargoterie de la Roche Briande  est une vaste ferme poitevine en pierre de galuche qui abrite un élevage d’escargots. Il est possible de visiter les serres d’élevage, vastes enclos où ils naissent et sont nourris. Des visites guidées et  commentées sur l'élevage sont organisées. Elles permettent de découvrir les méthodes d'élevage des escargots. Plus de 100 000 "lumas" grandissent chaque année dans les herbes de l'exploitation.

## Culture locale et patrimoine

### Lieux et monuments
- Église Saint-Paul d'Arçay.

#### Patrimoine civil
- Dolmens de Briande : deux dolmens encore visibles, dont un été inscrit au titre des monuments historiques par arrêté du 4 juillet 1978[33].
- Dolmen de la ferme du Pontreau : ruiné.

#### Patrimoine naturel
- La zone naturelle d'intérêt écologique, faunistique et floristique de la plaine d'Oiron à Thenezay garantit la protection des oiseaux sauvages et de leur biotope.
- Selon l'inventaire des arbres remarquables de Poitou-Charentes[34], il y a un arbre remarquable sur la commune qui est un Mûrier noir.

### Équipement culturel
Le conservatoire de l'Amandier sur la butte de Marcoux. L'amandier, arbre ancré sur le pourtour méditerranéen depuis des millénaires, fleurit aussi dans les contrées loudunaises. Dès le mois de février, sa floraison rose et blanche est spectaculaire. Ces amandiers sont plantés près des vignes, au pied des murets de clos mais aussi isolément dans la plaine, et ceci depuis un millénaire. Le conservatoire permet de découvrir les amandiers de souche locale.

### Spécialités gastronomiques
Le macaron d'Arçay, biscuit à base d'amandes.